# Liste der algerischen Botschafter in der Deutschen Demokratischen Republik
Algerien hatte in die Deutsche Demokratische Republik zwischen 1971 und 1990 Botschafter entsandt.
| Akkreditiert  | Name                | Bemerkungen | ernannt von        | akkreditiert bei | Posten verlassen |
| ------------- | ------------------- | --- | ------------------ | ---------------- | ---------------- |
| 8. Juli 1971  | Abdelhafid Mansouri | (* 1928) außerordentliche und bevollmächtigte Botschafter, ab 1976 Doyen des diplomatischen Korps Mitglied im Zentralkomitee der F.L.N. | Houari Boumedienne | Walter Ulbricht  | 2. Nov. 1977     |
| 1. Dez. 1978  | Belkacem Benyahia   | [ 2 ] | Rabah Bitat        | Erich Honecker   | 21. Aug. 1984    |
| 21. Sep. 1984 | Youcef Kraiba       | 1. Oktober 1989 – 15. September 1991: Botschafter in Dakar                                                                              | Chadli Bendjedid   | Erich Honecker   | 20. Sep. 1989    |

Die Botschaft mit der Adresse Esplande 23 befand sich in einem Plattenbau Typ Pankow III, der von 1971 bis 1973 in der Umgebung 25 Mal ausgeführt wurde.